# 411vm 25
411vm 25 je petindvajseta številka 411 video revije in je izšla julija 1997. Številka predstavlja srebrno obletnico revije, na naslovnici pa je Bob Burnquist.

## Vsebina številke in glasbena podlaga
Glasbena podlaga je navedena v oklepajih.
- Chaos (DJ Krush - Only the Strong Survive)
- Switchstance (The Promise Ring - Why Did We Ever Meet?)
- Profiles Jerry Fowler, Frank Hirata (Eileen Ivers - The Rights of Man)
- Wheels of fortune Anthony van Engelen (Dr Octagon - Bear Witness)
- Contests FTC Back to the City, Glissexpo Festival, Hard Rock Hollywood in Boston (Dance Hall Crashers - The Truth about Me, Squirrel Nut Zippers - Bedlam Ballroom, Pixies - U-mass)
- Industry Stereo, Becker Skateshop, Adrenalin (Gifthorse - Backseat Opera, Freestyle Fellowship - 7th Seal)
- Road trip Tum Yeto, Duffs, Maple (The Faction - Tenabrae, Supple - Stayin Alive)